# Figurenfang
Als Figurenfang wird ein Motiv im Schachspiel bezeichnet, in der eine bedrohte gegnerische Figur sich diesem Angriff nicht mehr entziehen kann, weil sie zu beengt steht und keine Fluchtfelder mehr hat. Dieses taktische Motiv ist in allen Partiephasen anzutreffen. Wegen der relativ geringen Anzahl von Feldern, die ein Springer beherrscht, ist diese Schachfigur für Figurenfang besonders gefährdet.
Im Endspiel Turm gegen Springer ist der Figurenfang eine Gewinnmethode, wenn sich der Springer vom König zu weit entfernt hat. Auch in Leichtfigurenendspielen tritt diese Gewinnstrategie häufig auf.
In der Schachkomposition gibt es das Thema Domination, bei dem einer Figur durch koordiniertes Vorgehen der gegnerischen Kräfte sämtliche Felder genommen werden. Das ist besonders dann effektvoll, wenn die Auswahl der Felder für die Figur groß und ein Figurenfang kaum zu vermuten ist.
Auch eine Fesselung kann dazu genutzt werden, die gefesselte Figur zu fangen.

## Beispiele
- Boris Spasski gegen Bobby Fischer, 1. WM-Partie 1972
- Iosif Kricheli, Schachmatna Misl, 1984
- John Nunn, Due Alfieri, 1983
- Michael Prusikin, Schach, 2005
- Damenfang